# قانون‌های زیست‌شناختی
یک قانون زیست‌شناختی عبارت است از قانون، اصل یا قاعده سرانگشتی که یک پدیدهٔ دیده شده در میان جانداران را توصیف یا فرمول بندی می‌کند. بیشتر این قانون‌ها از روی نام فرد پیشنهاد کنندهٔ آنها نامگذاری می‌شوند.
چند مورد از قانون‌های زیست‌شناختی عبارتند از:
- قانون آلن
- قانون برگمان
- قانون فاستر
- اصل طرد رقابتی
- انتخاب خویشاوندی
- قانون ایوان اشمالهاوزن
- قانون یپشرفت ویلی هنیگ